# MTG Radio
MTG Radio ingår i Modern Times Group (MTG). MTG är störst på kommersiell radio (reklamradio) i norra Europa. I Sverige driver MTG Radio stationerna Rix FM, Bandit Rock, Lugna Favoriter och Power Hit Radio. MTG driver även P4 Radio Hele Norge, vilket är den största rikstäckande kommersiella radiostationen i Norge.

## Historik
Det var år 1993 som den dåvarande borgerliga regeringen valde att åter tillåta kommersiella radiosändningar i Sverige, något som inte varit tillåtet sedan 1925, då Radiotjänst fick monopol på radiosändningarna i Sverige. Tillstånden för den nya privata lokalradion auktionerades ut till högstbjudande. Tillstånden sträckte sig över åtta år och hade kravet att sändningarna skulle vara just lokala och åtta timmar av dygnet skulle ha program som var ”framställda särskilt för den egna verksamheten”. Detta för att det inte skulle skapas nationella kommersiella nätverk som skulle konkurrera med Sveriges Radio. 
Dåvarande Kinnevik köpte upp en del av dessa frekvenser och skapade radionätverket Z-Radio samt startade radiostationen Classic Radio i Stockholm. Z-Radio bytte sedermera även namn till P6. 1996 gick P6 ihop med Svensk Radioutvecklings (SRU) radionätverk Radio Rix och skapade det som senare blev Rix FM. SRU var lokaltidningarnas nätverk bestående av de radiostationer som de olika tidningarna ägde.
År 2002, då man hade gått från att vara en del av Kinnevik till att bli ett eget bolag, tog man även över radiostationerna Lugna Favoriter och WOW 105,5 i Stockholm. I september 2004 inleddes ett samarbete med NRJ Group S.A. vilket innebar att MTG Radio fick ansvar för att producera program samt att sälja reklamtid. Då NRJ var Sveriges tredje största radionätverk valde man att byta ut NRJ mot Rix FM och Lugna Favoriter utanför storstäderna och göra NRJ till en renodlad storstadskanal. Detta gjorde att Rix FM och Lugna Favoriter utökades med tio respektive sju nya sändningstillstånd. I samma veva bytte man ut Power Hit Radio i Stockholm och ersatte denna med Bandit Rock på 106,3. 
I augusti 2005 var det dags igen, då man tog över programproduktionen för Norrköpings Radio & Co AB:s fyra tillstånd i Sörmland och Östergötland. De lokala radiostationerna Radio Match och Gold FM fick då stryka på foten för de nationella nätverken Rix FM och Lugna Favoriter. Detta gjorde att Rix FM fick en räckvidd på 89% i Sverige. 
I juni 2008 fick dock MTG Radio motvind. Radiostationerna inom Stampengruppen, MittMedia och Västerbottens-Kuriren (SRU) valde att gå över ifrån MTG Radio till SBS Radio som programproducent och säljpartner för deras nio stationer.
På dessa frekvenser sändes för tillfället Rix FM som nu skulle bytas ut mot SBS Radios flaggskepp Mix Megapol. På de orter där Mix Megapol redan sändes valde man att istället börja sända radiostationen Rockklassiker.
I januari 2013, löper kontraktet med MTG och NRJ ut. Då har NRJ valt att istället samarbeta med SBS Radio. Så de 20 radiokanaler NRJ äger idag, kommer att ersättas med "nya" NRJ, Rockklassiker samt Mix Megapol.
Som en motoffensiv till NRJ tar MTG Radio återigen upp Power Hit Radio.